# Cormac Ó Domhnalláin
Cormac Ó Domhnalláin, Ollamh Síol Muireadaigh, según los Anales de Connacht fue un poeta irlandés fallecido en 1436.